# James F. Byrnes
James Francis Byrnes (født 2. maj 1879, død 9. april 1972) var en amerikansk politiker og landets 49. udenrigsminister. Han besad posten under Harry S. Trumans præsidentperiode, fra 3. juli 1945 til 21. januar 1947. Efterfølgende var han guvernør i South Carolina fra 1951 indtil 1955. Inden da havde han, fra 1911 til 1925 været medlem af Repræsentanternes Hus, og fra 1931 til 1941 var han senator for sin hjemstat South Carolina.